# Masaharu Suzuki
Masaharu Suzuki (* 3. srpen 1970) je bývalý japonský fotbalista.

## Klubová kariéra
Hrával za Yokohama Marinos, Nagoya Grampus Eight.

## Reprezentační kariéra
Masaharu Suzuki odehrál za japonský národní tým v letech 1995–1996 celkem 2 reprezentační utkání.

## Statistiky
| Japonsko | Japonsko | Japonsko |
| Roky     | Záp.     | Góly     |
| -------- | -------- | -------- |
| 1995     | 1        | 0        |
| 1996     | 1        | 0        |
| Celkem   | 2        | 0        |